# Abdulkerim Abbas

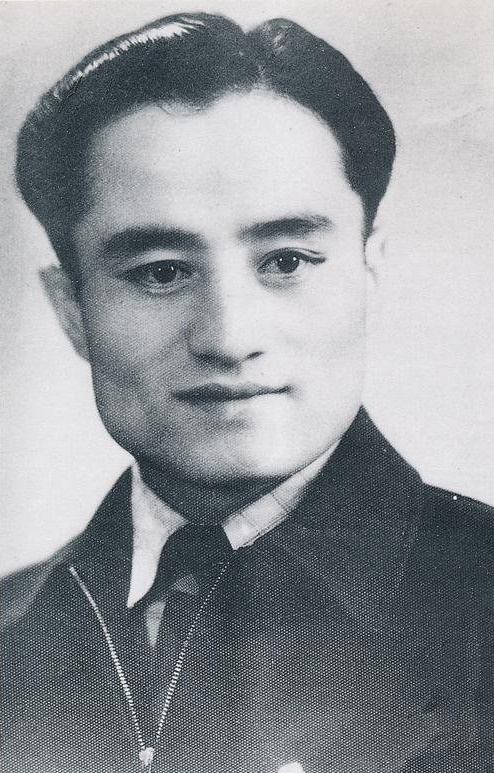
Abdulkerim Abbas

Abdulkerim Abbas (Abdul Kerim Abbas, Abdulkerim Abbasoff, uigurisch ئابدۇكىرىم ئابباسوف Abdukirim Abbasof, chinesisch 阿不都克里木•阿巴索夫, Pinyin Ābùdūkèlǐmù•Ābāsuǒfū Abd al-Karīm 'Abbās; * 1921; † 27. August 1949) war ein uigurischer Führer in Xinjiang, Republik China im 20. Jahrhundert. Er war einer der Verantwortlichen der Ili-Rebellion von 1944, wodurch die Gründung der Zweiten Ostturkestanischen Republik (ETR, شەرقىي تۈركىستان جۇمھۇرىيىتى 東突厥斯坦共和國) im nördlichen Xinjiang ermöglicht wurde. Abbas war zusammen mit Ehmetjan Qasimi Anführer der marxistischen Gruppierung in der ETR. 1946 stellten die beiden die Unabhängigkeitserklärung der Rebellion zurück und verbündeten sich mit den Kräften der Kuomintang um eine Koalitionsregierung für die Provinz zu bilden. Qasim und Abbas führten die ETR am Ende des Chinesischen Bürgerkrieges zur Vereinigung mit Xinjiang unter den Chinesischen Kommunisten. Sie und mehrere andere Führer der ETR starben bei einem Flugzeugabsturz im August 1949 auf dem Weg nach Beiping (Beijing). Sie waren eingeladen worden, an der politischen Konsultativkonferenz der Chinesischen Kommunisten teilzunehmen, in der die Volksrepublik China gegründet wurde. Abbas wird in der VR China offiziell als revolutionärer Märtyrer verehrt.

## Leben

### Jugend
Abdulkerim Abbas wurde 1921 in Przhevalsk, Sowjetunion (heute: Karakol, Kirgisistan) geboren. Seine Familie kam aus Artux im äußersten Westen von Xinjiang und zog 1926 nach Yining. Abbas Ausbildung begann in der Grundschule in Uqturpan im südlichen Xinjiang. Danach ging er an die Xinjiang Province No. 1 Middle School in der Provinz-Hauptstadt Dihua (heute: Urumqi), 1936. Die Schule war eine der ersten modernen multi-ethnischen Schulen der Region. Abbas lernte Chinesisch und trat einer anti-imperialistischen Gesellschaft bei, die von Mitgliedern der Chinesischen Kommunistischen Partei (KPCh) geführt wurde. 1937 lernte er Saifuddin Azizi kennen, der gerade aus dem Exil aus der Sowjetunion zurückgekehrt war und der ihn mit Büchern über Marxismus-Leninismus versorgte. Im August 1938 nahm Abbas ein Studium an der High School der Xinjiang Academy auf und studierte unter dem Lehrer für Politikwissenschaft, Lin Jilu, einem chinesischen Kommunisten. Liu vermittelte Abbas die Chinesische Sprache und die Schriften von Mao Zedong. Dabei las Abbas On Guerrilla Warfare und lernte die Geschichten der Volksbefreiungsarmee und über den Langen Marsch. 1939 nahm er an der Xinjiang Academy Summer Tour nach Ili teil, die vom Akademie-Präsidenten Du Chongyuan geleitet wurde, und bereiste danach seine Heimatregion im Westen Xinjiangs zur Agitation mit Chinesischen Kommunistischen Activisten.
Zu dieser Zeit änderte Sheng Shicai, der Kriegsherr Xinjiangs, der ursprünglich der Sowjetunion gegenüber wohlgesinnt war, seine politische Zuordnung. Er begann die Nationalistische Regierung (中華民國國民政府) zu unterstützen und startete eine Verfolgungskampagne gegen die linksgerichtete, pro-sowjetischen Aktivitäten.  Abbas’ Vater wurde verhaftet und Abbas aus der Schule ausgeschlossen. Er wurde als Lehrer an eine Grundschule nach Shawan in der Dsungarei geschickt. In Shanwan übersetzte er Mao Zedongs Essay On Protracted War (论持久战) ins Uygurische. 1942 erhielt er die Erlaubnis, zurückzukehren, wo er zunächst an der Ili High School für Mädchen unterrichtete und danach als Übersetzer für die örtliche Regierung arbeitete.

### Ili Rebellion
Im April 1944 gründete Abbas zusammen mit dem einflussreichen Imam von Yining, Elihan Tore, sowie Rahimjan Sabir Khoja und neun anderen die Yining Liberation Organization um die Region von der Herrschaft der Nationalisten zu befreien. Um der Überwachung durch die Regierung zu entgehen, begab sich Abbas nach Korgas, wo er Unterstützung und materielle Hilfen aus der Sowjetunion erhielt.  Im September 1944 bemühte sich Sheng Shicai wieder um Stalins Gunst und wurde daraufhin aus der Nationalistischen Regierung entfernt. Shengs Abtreten hinterließ ein Machtvakuum, woraufhin mehrere Aufstände im nördlichen Xinjiang entstanden.
Im Oktober 1944 kehrte Abbas mit einer Guerilla-Einheit nach Yining zurück und am 7. November 1944 startete er die Ili-Rebellion. Abbas und sein sowjetischer Berater Peter Romanovich Alexandrov führten 60 Männer an, die die Brücke über den Ili einnahmen. Truppen der Nationalisten, die abgesandt wurden, um die Brücke zurückzuerobern wurden durch einen Hinterhalt besiegt und die Stadt wurde erfolgreich vom Einfluss der Regierung abgeschnitten. Weitere Rebellen von Nilka erkämpften sich den Weg in die Stadt und gewannen schnell die Kontrolle. Stützpunkte der Nationalisten wurden durch die Unterstützung von sowjetischen Flugzeugen und Artillerie eingenommen. Nach der Eroberung von Yining massakrierten die Revolutionäre eine große Anzahl von gefangenen Nationalisten und han-chinesischen Bewohnern.
Die Revolution wurde unterstützt von Islamisten, pan-türkischen Nationalisten und Marxisten. Sie verbreitete sich bis in den Autonomen Bezirk Ili, nach Tarbagatai (Tacheng) und Ashan (Altay). Am 11. November 1944 gründeten die Revolutionäre die Zweite Republik Ostturkestan in Yining mit Elihan Tore als Vorsitzendem der provisorischen Regierung. Abdulkerim Abbas wurde Minister des Inneren.
Im Gegensatz zu den islamistischen und türkischen Nationalisten, die ein pan-türkisches Regime in Xinjiang errichten wollten, betrachtete Abbas die Revolution als einen Kampf gegen die Unterdrückung durch die nationalistischen Chinesen und die kapitalistische Ausbeutung der Arbeiterklasse aller Ethnien. Er widersetzte sich dem Vorschlag, alle Han-Chinesen aus Yining zu vertreiben und in Konzentrationslagern in Künes. Er erließ Befehle, um die Han-chinesischen Einwohner von Ili zu schützen und holte die Familien von chinesischen Freunden und Mitarbeitern zum Schutz in sein eigenes Haus. Nachdem die Kämpfe in Yining abgeflaut waren, gründete die ETR-Regierung auf seine Veranlassung hin ein Büro für Han Affairs um die chinesischen Bewohner zu unterstützen. Darüber hinaus veröffentlichte sie eine chinesische Zeitschrift, eröffnete die Han-Grundschule wieder und gründete ein Waisenhaus für Han-Kinder.
Am 8. April 1945 wurden die verschiedenen Guerilla- und Partisanen-Einheiten der Revolution zur Ili National Army (INA) zusammengefasst und Abbas wurde politischer Direktor. Die INA war eine multi-ethnische Truppe unter Leitung von Uiguren, Kasachen, Kirgisen und Russen mit Hui, Mongolen und Xibe-Kavalleriebrigaden und einigen han-chinesischen Rekruten. Mit Unterstützung der sowjetischen Berater und Militärpersonal startete die INA eine Reihe von Offensiven, um den Machtbereich der ETR über das Tal des Ili hinaus auszudehnen.
Im Juli führte Abbas die südliche Abteilung der INA-Offensive nach Aksu. Abbas Truppen eroberten die Pässe durch den Tian Shan, die das Tal des Ili mit dem Tarimbecken verbinden im August, sie nahmen Baicheng am 2. September ein, und eroberten Wensu am 6. September.
Nachdem die nationalistische chinesische Regierung und die Sowjetunion am 14. August 1945 den Sino-Soviet Treaty of Friendship and Alliance (中蘇友好同盟條約) von 1945 geschlossen hatten, begann die UdSSR unter dem internationalen Druck, die Unterstützung für die Ili-Rebellen abzuziehen. Um die Verhandlungsposition der ETR zu stärken, ordnete Elihan Tore an, dass die INA ihre Angriffe Anfang September beschleunigen solle.
Abbas umzingelte Aksu am 7. September, aber Verteidiger der Nationalisten unter Zhao Hanqi wehrten sich heftig und durchbrachen die Belagerung am 13. September.  Abbas Bruder, Siyiti Abbas, und andere gefangene ETR-Aktivisten in Aksu wurden von Nationalisten hingerichtet. Mitte September nahm Abbas die Belagerung mit Verstärkung durch den sowjetischen Berater Nasyrov und Tores Sohn wieder auf, aber nach Wochen verzweifelter Kämpfe wurde er gezwungen, die Kampagne am 6. Oktober zu beenden. Sechs Tage später begannen Friedensverhandlungen zwischen der ETR und den Nationalisten in Dihua. Im Februar 1946 kam es zu einem Friedensvertrag.

### Koalitionsregierung
Im Juli 1946, nach weiteren Verhandlungen zwischen Zhang Zhizhong von der nationalistischen chinesischen Regierung und Ehmetjan Qasimi von der ETR einigten sich die beiden Parteien auf eine Koalitionsregierung mit Zhang als Vorsitzendem und Qasim als Stellvertreter.  Abdulkerim Abbas wurde appointed als deputy-secretary general berufen. Qasim und Abbas stimmten dafür, die Unabhängigkeitserklärung der ETR ruhen zu lassen. Elihan Tore wurde durch Agenten der Sowjetunion aus Xinjiang entführt. Im Dezember 1946 nahm Abbas als Delegierter von Xinjiang teil an der Nationalversammlung (Republik China) in Nanjing.
In Nanjing traf sich Abbas heimlich mit Dong Biwu, einem KPCh-Delegierten aus Yan’an und bat um Unterstützung der KPCh. Er erklärte, dass die Xinjiang Communist Alliance 15.000 Mitglieder habe und dass ihre Führer sich bemüht hätten, der Kommunistischen Partei der Sowjetunion beizutreten, dass sie aber keine Erlaubnis erhalten hatten. Dong schrieb sofort ein Telegramm an Zhou Enlai, der antwortete, dass die KPCh gerne Kooperation mit der Xinjiang Communist Alliance (新疆共产主义者同盟) suchen würde und prinzipiell einer Mitgliedschaft für Führer der Allianz zustimme. Abbas nahm bei seiner Rückkehr nach Xinjiang Dokumente vom 7. Nationalkongress der KPCh und Radioausrüstung mit. Das Radio war jedoch nicht stark genug, um Yanan von Xinjiang aus zu kontaktieren und die beiden kommunistischen Gruppen konnten keine dauerhafte Kommunikation aufrechterhalten. Zurück in Xinjiang formierte sich unter Abbas Führung die Democratic Revolution Party (民主革命党) aus zwei marxistischen Organisationen, nämlich der People’s Revolutionary Party (人民革命党) und der Xinjiang Communist Alliance. Abbas wurde der Vorsitzende des Central-Committee der DRP.
1947, nachdem Zhang Zhizhong die Provinz verlassen hatte, zerfielen die Beziehungen zwischen den Gruppierungen der ETR und den Nationalisten. Vorsitzender war Masud Sabri, den die ETR-Führer als anti-sowjetisch betrachteten. Ein Bürgerkrieg brach aus zwischen Nationalisten und chinesischen Kommunisten in China und in der Mandschurei. Die Nationalisten überzeugten Osman Batur, einen Kasachischen Führer aus der Regierung von Ili zurückzutreten. Daraufhin begaben sich Qasim und Abbas von Urumqi zurück nach Yining und unterstützten ganz offen die chinesischen Kommunisten. Am 1. August 1947 gründeten sie die Union to Protect Peace and Democracy in Xinjiang (新疆保卫和平民主同盟), welche die DRP und andere linksgerichtete Gruppen in Yining umfasste. Qasim war Vorsitzender der Union und Abbas diente als Mitglied des Central-Committees der Union.
Im Februar 1948 vermittelte Abbas Mao Zedongs Proklamation der Volksbefreiungsarmee und den Disziplinar-Code auf Uigurisch an die Ili National Army. Als die chinesischen Kommunisten den Bürgerkrieg gegen die Nationalisten für sich entschieden, näherte Abbas die Regierung von Ili an die KPCh an. Im Mai 1949 verkündete er:
Wir versichern Kategorisch, dass der Erfolg der Volksbefreiungsarmee allein den Sieg unserer eigenen Bewegung ermöglicht hat. … Nur der Sieg des nationalen Befreiungskampfes des ganzen chinesischen Volkes kann zu voller Freiheit für die Völker von Xinjiang führen; nur dann wird die richtige Lösung der nationalen Frage und Xinjiang erreicht werden.
Im Spätsommer 1949, nachdem Liu Shaoqi Moskau besucht hatte und Stalin überzeugt hatte, Xinjiang durch politische Maßnahmen an die KPCh überzuleiten, erreichte Deng Liqun am 17. August Yining, um Kontakte mit der Führung der ETR zu knüpfen. Deng traf sich mit Qasim und Abbas und überbrachte Mao Zedongs einladung zur Consultativ Conference in Beiping (Beijing), die von den Ili-Führern angenommen wurde.

### Tod
Am 22. August brachen Abdulkerim Abbas, Ehmetjan Qasim sowie Ishaq Beg Munonov, Dalelkhan Sugirbayev und Luo Zhi von Yining auf. Sie reisten im Auto nach Almaty und am 23. August flogen sie nach Nowosibirsk, wo sie durch Unwetterwarnungen aufgehalten wurden. Die Delegation, die nicht die Konferenz in Beiping verpassen wollte, bestand darauf, die Reise fortzusetzen und verließ Nowosibirsk am 25. August. Das Flugzeug verunglückte in schwierigen klimatischen Bedingungen in der Region des Baikalsees am 26. August und alle Insassen starben. Abdulkerim Abbas war zu der Zeit 28 Jahre alt.
Die Nachricht von dem Unglück erreichte Yining am 3. September und Saifudin Aziz führte eine weitere Delegation der Regierung von Ili am 7. September nach Peking. Diese Delegation flog von Yining nach Tschita und erreichte Beiping am 15. September mit dem Zug über Manzhouli und Shenyang.

## Familie
Während Abbas in der Middle School für Mädchen in Yining arbeitete, verliebte er sich in Yang Fengyi(杨凤仪), eine Kollegin. Sie heirateten entgegen uigurischer Tradition, die Verbindungen mit Andersgläubigen verbot und trotz der Ablehnung von Yangs Vater, dem Vorsitzenden der örtlichen Händler-Vereinigung der Han. Während der Ili-Rebellion schützte Abbas die Familie Yang in seinem Haus.  Als Abbas krank wurde, pflegte Yang Fengyi ihn 40 Tage lang gesund. Im Frühling 1945, als die Kämpfe zwischen Nationalisten und den Ili-Rebellen ausuferten, wurde Yang Fengyi von Familien und ihrem sozialen Umfeld stark unter Druck gesetzt. Im April beging sie mit Abbas Pistole Selbstmord. In einem Abschiedsbrief erklärte sie, dass sie eine Person sei, die keine ethnischen Grenzen kenne, aber dass sie die Grausamkeiten in ihrer Umgebung nicht ertragen könne. Yang Fengyi schrieb, dass sie für ihn gestorben sei und bat, dass er ihre Familie schützen solle, um weiterzuleben "für sie, für die Revolution und für die Menschen aus allen Nationalitäten in Xinjiang." Abbas Herz war gebrochen durch ihren Tod und er erließ Befehle gegen das Töten von Zivilisten.
Nach Yangs Tod heiratete Abbas Lü Suxin (吕素新), eine Schülerin von Yang. Das Paar hatte zwei Söhne und eine Tochter.

## Vermächtnis
In China wird Abdulkerim Abbas als Märtyrer und Held im Kampf gegen das nationalistische Regime verehrt. Seine Überreste wurden im April 1950 nach China zurückgebracht und später im Märtyrer-Gedenkfriedhof in Yining bestattet. Der Friedhof verfügt über eine Stele mit Kalligraphie von Mao Zedong, die Abbas und seine Kameraden für ihre Beiträge zur Revolution preist und ihren Tod auf dem Weg zur Gründungssitzung betrauert.